# Cácharo
Cácharo fou una marca catalana de motocicletes de velocitat, fabricades a Tarragona entre 1918 i 1921 per J. A. Cácharo (creador també de l'autocicle Ursus). Les Cácharo anaven equipades amb motor bicilíndric de 750 cc i el canvi de velocitats era per politja extensible.